# Florence Ayisi
Florence Ayisi, née en 1962 à Kumba au Cameroun, est une universitaire et une cinéaste camerounaise, remarquée notamment pour son film Sisters In Law.

## Biographie

### Enfance et éducation
Née en 1962 à Kumba au Cameroun, Florence Ayisi effectue  des études universitaires en langue anglaise à la Faculté de Lettres Modernes et de Sciences Sociales de l'Université de Yaoundé, au Cameroun. Et elle a poursuivi ses études au Royaume Uni, plus spécifiquement en journalisme, en production théâtrale et cinématographique, à l'Université de Hull, et à  Northern School of Film and Television (NSFTV), au sein de l'Université de Leeds, jusqu'en 1992.

### Carrière
Elle réalise plusieurs courts-métrages et longs-métrages, dont le plus connu est Sisters in Law. Elle enseigne aussi, depuis 2000, le cinéma à l’École Internationale du Film du Pays de Galles,,. Elle fonde également en 2005 une société de production, Iris Films.
Son film Sisters in Law, réalisé avec Kim Longinotto, est un documentaire consacré à deux magistrates du tribunal de Kumba, et à l'exercice de la justice au Cameroun,. Il a été sélectionné dans de nombreux festivals, comme le Festival international du film de Toronto 2005, ou encore le
Festival international du film documentaire d'Amsterdam où il s'est vu décerner le VPRO IDFA Prix du public en 2005. Il  a été distingué également du Prix Art Cinema remis par la Confédération internationale des cinémas d'art et d'essai (CICAE) à la Quinzaine des réalisateurs, lors du Festival de Cannes en 2005 et d'un Peabody Award.

## Filmographie
- Zanzibar Soccer Dreams (avec Catalin Brylla, 2016, 64 min)
- Transforming Lives: PNDP and Rural Development in Cameroon (2014, 35 min)
- Handing Down Time – Cameroon (2012, 55 min)
- Cameroonian Women in Motion (2012, 10 min)
- Art of this Place: Women Artists in Cameroon (2011, 40 min)[1]
- Zanzibar Soccer Queens (2007/2008, 87 et 52 min)[1],[10]
- Our World in Zanzibar (2007, 35 min)[1]
- My Mother: Isange (2005, 7 minutes)[1],[11]
- Sisters In Law (avec Kim Longinotto, 2005, 104 min)
- Reflections (2003)[11]
- le destin fatal (2003) [12]
- sister of law (2005) [13]
- marchand des miracles [14]